# Adolph von Neuberg
Adolph von Neuberg (1686 i Westfalen – 27. november 1749 på Vejlegård) var en dansk officer.
Han blev født i Westfalen, hvor faderen var major. Som ganske ung tog han tjeneste ved de danske hjælpetropper i Den Spanske Arvefølgekrig og deltog i slagene ved Höchstädt (1704) og Ramillies (1706). Efter det sidste blev han kornet ved 2. jyske Rytterregiment, 1707 løjtnant, 1710 kaptajnløjtnant ved Carl Rudolph af Württemberg-Neuenstadts Kyrasserregiment, men kom 1712 som ritmester tilbage til 2. jyske. Efter hjælpetroppernes hjemkomst til Danmark blev Neuberg 1714 forsat til Hestgarden, hvor han 1717 forfremmedes til major, 1727 til karakteriseret oberst af kavaleriet. 1731 blev han efter Herman Schubart chef for det ovennævnte kyrasserregiment (fra 1748 kaldet holstenske), 1739 generalmajor, 1741 Hvid Ridder, 1747 generalløjtnant. Han kommanderede rytterbrigaden af det korps, som Danmark 1741-42 sendte til Hannover for at dække dette land mod franskmændene.
Neuberg, der døde 27. november 1749, var gift med Anna (Anne, Anneche) Petersen (død i august 1752), datter af kommerceråd Lorents Petersen (død 1723) og Elise (Else) Cathrine Smidt (ca. 1670-1740). Med hende fik han de fynske herregårde Lundegård og Vejlegård, som hun havde arvet efter en morbroder, og af hvilke den første, da ægteskabet var barnløst, i henhold til arveladerens testamente blev oprettet til "Den lundegaardske Stiftelse".
Neuberg, der af tro var reformert ("dog af de gelindeste reformerte"), var en anset og duelig officer og roses både som chef og som godsejer for sin humanitet, sin gavmildhed og retsindighed.
Han er begravet i Nørre Broby Kirke. Der findes et portrætmaleri af ham.